# Anusia Borzobohata-Krasieńska
Anusia Borzobohata-Krasieńska – drugoplanowa postać z Trylogii Henryka Sienkiewicza. Największą rolę odegrała w Potopie, ale wzmiankowana jest też w Ogniem i mieczem, a w Panu Wołodyjowskim została opisana tylko jej śmierć.

## W powieści
Anusia, urodzona ok. 1631 panna respektowa (tj. kobieta niezamężna, mieszkająca u bogatych krewnych i pozostająca na ich utrzymaniu) księżnej Gryzeldy Wiśniowieckiej. Jest opisana jako ładna i bardzo zalotna dziewczyna, która  rozkochiwała w sobie licznych mężczyzn. Zaręczona z Longinusem Podbipiętą, po jego śmierci, na podstawie zapisu, odziedziczyła pokaźny majątek w województwie witebskim, którego jednak nie objęła z powodu prowadzonych tam działań wojennych. Po przybyciu do Taurogów, zaprzyjaźniła się bardzo z panną Oleńką Billewiczówną. Dzięki swojemu sprytowi zjednała sobie prawie wszystkich oficerów w zamku, a komendant Taurogów, Sakowicz, miał zamiar się z nią nawet żenić. Anusia jednak uknuła spisek z kilkoma jego podwładnymi i wraz z Oleńką uciekły z niewoli. Po ujawnieniu, iż nowy ukochany Anusi, pan Babinicz, jest w istocie narzeczonym Oleńki, z którą zamierza się ożenić, Anusia postanowiła wyjść za mąż za Michała Wołodyjowskiego, jednego ze swoich wcześniejszych zalotników. Na przeszkodzie stanęły jednak liczne „mitręgi” opisane przez Sienkiewicza we wstępie do Pana Wołodyjowskiego. Gdy wreszcie w 1668 nastąpił spokojniejszy czas, zakochanych narzeczonych rozdzieliła, opisana w Panu Wołodyjowskim, śmierć kobiety.
W serialu Przygody pana Michała w rolę Anusi wcieliła się Joanna Jędryka.